# 他司美琼
他司美琼（商品名：Hetlioz）是一种有机化合物，化学式为C15H19NO2，2014年由美国食品药品监督管理局（FDA）批准来治疗非24小時睡眠覺醒障礙。